# Maestri campionesi

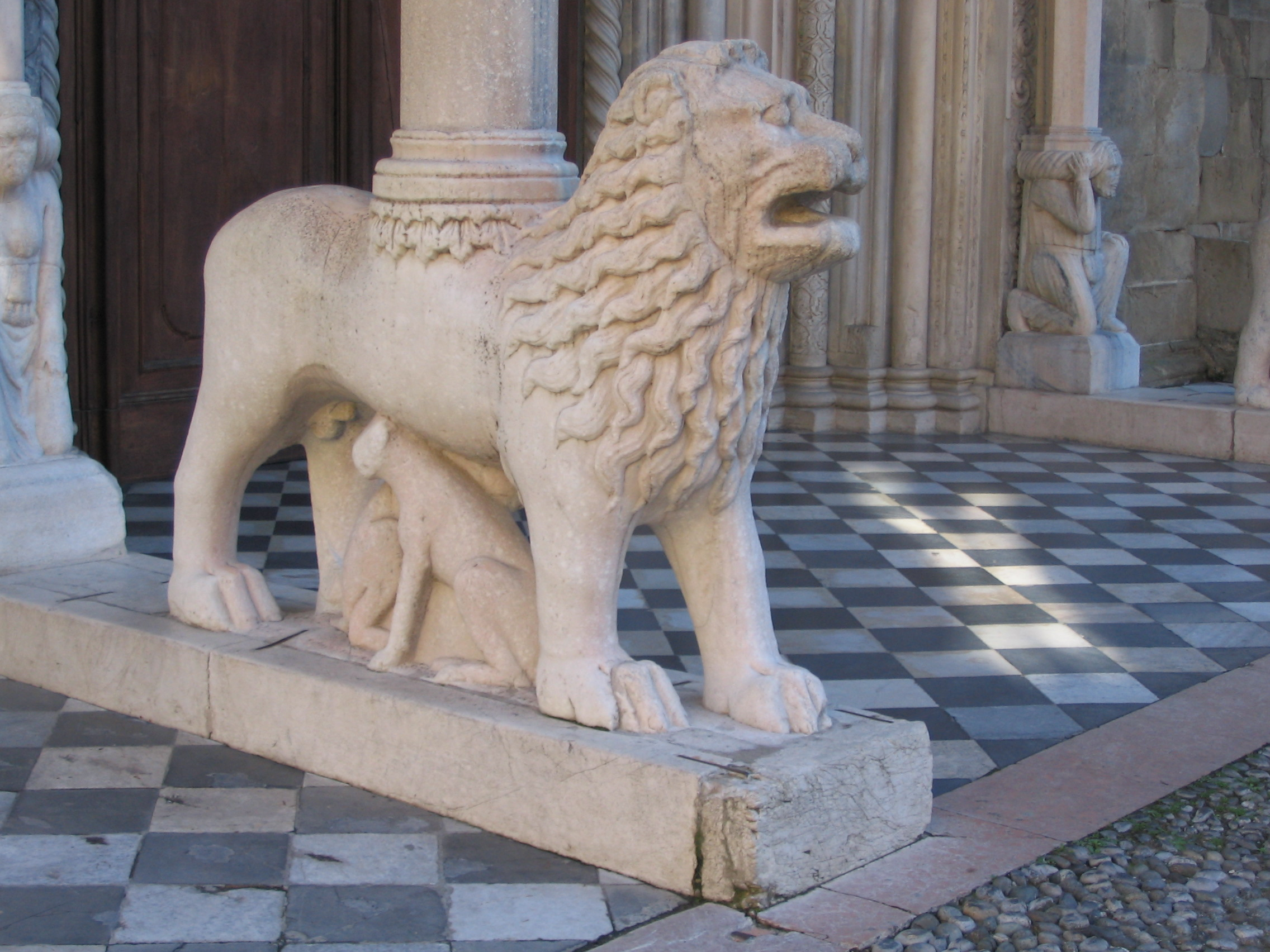
Giovanni da Campione, Bergamo, Santa Maria Maggiore, leone stiloforo

I maestri campionesi sono stati costruttori e scultori, spesso riuniti in corporazioni,  provenienti da Campione d'Italia (attualmente enclave italiana in Svizzera sul lago di Lugano) o da altre località dei laghi lombardi e attivi in Lombardia, Emilia, Veneto e nel Trentino dal XII al XIV secolo.

## Le maestranze comasco-ticinesi

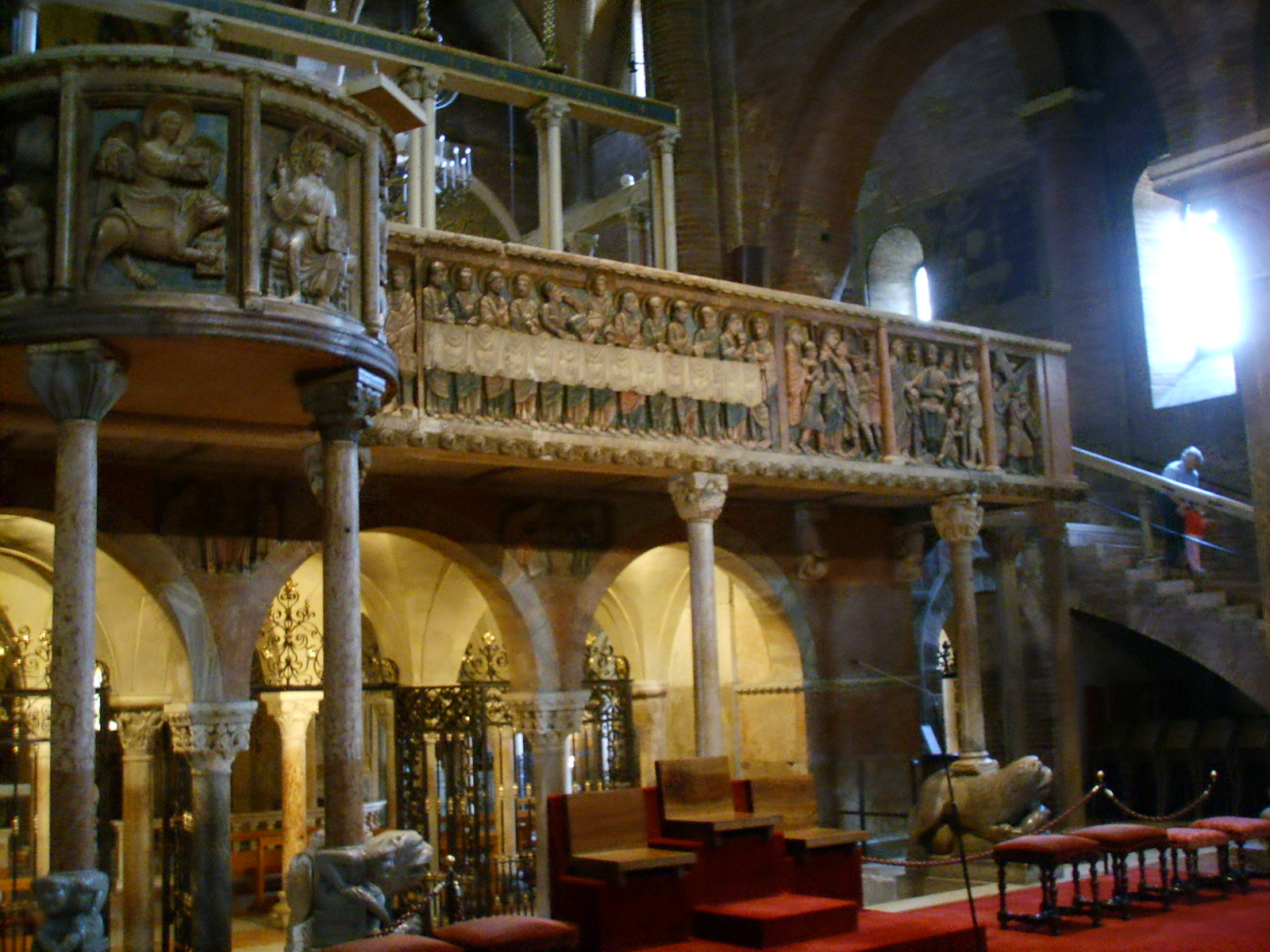
Il pontile dei maestri campionesi nel Duomo di Modena

I maestri campionesi sono una delle maestranze provenienti dalla Diocesi di Como (che nel Medioevo comprendeva l'attuale Canton Ticino svizzero), che si succedono nel corso dei secoli e si distinguono in base alla provenienza locale. In ordine cronologico si passa dai maestri Comacini (o Commacini), attivi dall'Alto Medioevo al periodo romanico, quindi agli Antelamici, attivi soprattutto a Genova, ai campionesi, attivi in Lombardia, Veneto e Liguria.
È indubbio che l'Italia ha avuto nel Medio Evo artisti di grande valore e sono i monumenti a testimoniarlo. Incerta è invece la condizione in cui questi artisti operavano, secondo alcuni anche nel periodo barbarico erano rimaste in vita le corporazioni romane da cui deriverebbero le corporazioni medioevali. Altri invece ritengono che non vi sia stata questa continuità e i Longobardi avrebbero distrutto ogni forma di corpora artium per sostituirvi il sistema curtense per cui ogni corte, ogni collettività doveva procurarsi ogni mezzo di sussistenza senza ricorrere a risorse esterne: da qui deriverebbero i ministeria legati al territorio.
L'unica eccezione è rappresentata dagli operai addetti alla lavorazione dei metalli o alla costruzione di edifici. Per queste attività si hanno corporazioni di costruttori e scultori che operano spesso fuori dal territorio di origine e un esempio è dato dai maestri campionesi, appunto costruttori e scultori. Va precisato che in quei tempi non si faceva grande differenza fra il mestiere di muratore e di scultore, che poteva però anche essere l'architetto progettista o direttore dei lavori, un esempio classico è quello del Duomo di Modena in cui Wiligelmo è scultore ma contemporaneamente opera alla costruzione della facciata e di parte dell'edificio, sempre nell'ambito del progetto dell'architetto Lanfranco. La distinzione fra scultore e architetto compare solo agli inizi del XVI secolo. Lo scultore, quando non era anche costruttore, non interveniva solo quando si era finito di murare, ma operava al fianco del costruttore.
In questo ambito va inquadrata l'attività dei maestri campionesi. A volte sono legati fra loro da vincoli di parentela ma non è detto che fossero sempre tutti della stessa famiglia, l'unica condizione è la provenienza dalla stessa zona.

## I campionesi
A distinguere tra queste maestranze il gruppo dei campionesi, è il fatto di essere originari di Campione sul lago di Lugano. 
Non si può nemmeno parlare per loro di una vera e propria scuola campionese, come si parla di scuola modenese o di Wiligelmo e di scuola dell'Antelami per il ruolo che assumono i loro contemporanei grandi capiscuola, Wiligelmo e Benedetto Antelami, nei confronti dei loro allievi e seguaci. Non risulta che esistano capiscuola campionesi, ogni maestro ha caratteristiche proprie, anche se si può affermare che in un certo senso rappresentano la transizione dal romanico al gotico.
La loro caratteristica costante era quella di lavorare come corporazione; in tal modo si tramandavano conoscenze specifiche in materia. Da una parte questo procedere bloccava l'estro individuale, dall'altra parte essi riprendevano gli stili dai maestri maggiori: nel caso del gotico dalle forme di Giovanni Pisano ed Arnolfo di Cambio, mutuate soprattutto dal diffusore delle sue forme in Lombardia, Giovanni di Balduccio. Questo passaggio avviene nel XIV secolo, ed i maestri campionesi traducono tali innovazioni dei grandi nomi nei modi adatti al loro metodo di lavoro 'ripetitivo', con invenzioni tecniche che possono essere tramandate all'interno della bottega. In tal modo nel passaggio dal romanico al gotico, pur sapendo dare forma e concretezza alle novità formali, la loro opera mantiene sempre retaggi degli stili precedenti.
Per quanto riguarda la loro architettura si parla di tardo romanico per l'alleggerimento delle masse e dei volumi rispetto al romanico pieno, senza però e perciò l'accentuazione dinamica delle nervature del gotico. Per la scultura c'è chi preferisce definire il gusto dei campionesi in generale più "romanico fiorito" che "non gotico"; è evidente in tutti una certa dipendenza stilistica con le sculture provenzali contemporanee. L'attività dei campionesi si conclude con gli ultimi maestri che operano alla fine del XIV secolo  i quali mostrano però elementi stilistici gotici.
Nei secoli successivi, ramificazioni dei maestri campionesi si ritrovano anche in alcuni centri del luganese: Arogno, Melide, Curio, Morcote, Legrancia, Savosa, Breganzona; ma soprattutto Carona, paese di origine di Antonio Maria de Aprili (XV secolo), capostipite di una dinastia di scultori attivi in diverse zone del nord Italia fin'oltre il XVII secolo.

## Figure emergenti di maestri campionesi
Solo di alcuni maestri conosciamo i nomi, in generale le loro opere sono anonime per cui s'individuano gli artisti col nome di maestro seguito dall'indicazione del tema della sua opera, come l'eccellente scultore autore dei rilievi delle tavole del parapetto del pontile del Duomo di Modena, rappresentanti scene della Passione di Cristo e indicato come Maestro campionese della Passione. Da documenti del tempo e contratti di lavoro conservati negli archivi è possibile conoscere i nomi di alcuni maestri.
A Modena, dove i campionesi operarono per lungo tempo alla fabbrica del Duomo, si possono individuare alcuni nomi: Anselmo da Campione, citato in un documento del 1209, è indicato come autore del rosone e della Porta Regia.
Arrigo da Campione (o Enrico) ha partecipato all'erezione della torre Ghirlandina. Un suo discendente chiamato pure Enrico da Campione è certamente autore del pulpito al centro della navata principale realizzato nel 1322.
In Lombardia, dove sono loro a portare la tradizione della scultura lombarda, ancora legata ai modi del romanico, nella direzione del gotico internazionale, si ricordano alcuni nomi.
 Ugo da Campione 
Attivo nella prima metà del XIV secolo è Ugo da Campione, che esegue le sculture della loggia degli Osii a Milano, in Piazza Mercanti attorno al 1314. Alcuni critici ritengono che sia l'autore del monumento sepolcrale in arcosolio del cardinale Guglielmo Longhi ora conservato nella basilica di Santa Maria Maggiore di Bergamo.
 Giovanni da Campione 
Giovanni da Campione lavora prevalentemente a Bergamo, nell'apparato scultoreo di Santa Maria Maggiore e del Battistero. Opera sua sono i protiri e un portale della chiesa di Santa Maria Maggiore a Bergamo datati dal 1353 al 1367.
 Bonino da Campione 
Uno dei più noti tra i maestri campionesi fu Bonino da Campione, già attivo nel 1337, e citato in un documento perché chiamato a deliberare per il Duomo di Milano. La sua maggiore opera è quella relativa alle Arche degli Scaligeri a Verona, in particolare sua è la fastosa arca di Cansignorio della Scala.
 Zenone da Campione 
Zenone da Campione opera a Spilimbergo e suo è il portale del fianco sinistro del Duomo; questo capolavoro di architettura e scultura realizzato nel 1376 viene detto porta moresca ed era l'entrata dei Signori.
 Matteo da Campione 
Matteo da Campione opera come architetto e come scultore nel rinnovamento del Duomo di Monza, A lui si deve l'attuale facciata marmorea a bande bianche e verdi, il pulpito (evangelizzatorio) e molte delle decorazioni scultoree (sec XIV). Le opere di Matteo sono esplicitamente ricordate dalla sua lapide tombale nel Duomo di Monza. Per molti altri lavori si parla genericamente di maestri campionesi.
 Giacomo da Campione 
Le più antiche opere scultoree del Duomo di Milano sono i portali trecenteschi delle sagrestie, in particolare quello a sinistra del presbiterio è opera di Giacomo da Campione (1389).

## Altre opere dei campionesi
Molte altre opere nelle chiese del nord Italia sono attribuite a maestri campionesi, che contribuirono largamente alla diffusione dello stile romanico in architettura e scultura, ma sono rimasti ignoti i nomi dei singoli artisti. Come esempio si può citare la Basilica di San Pietro in Ciel d'Oro di Pavia contenente la grandiosa Arca di sant'Agostino ornata da circa 1500 fra statue e bassorilievi.

## Monumenti eseguiti da maestranze campionesi

### Lombardia

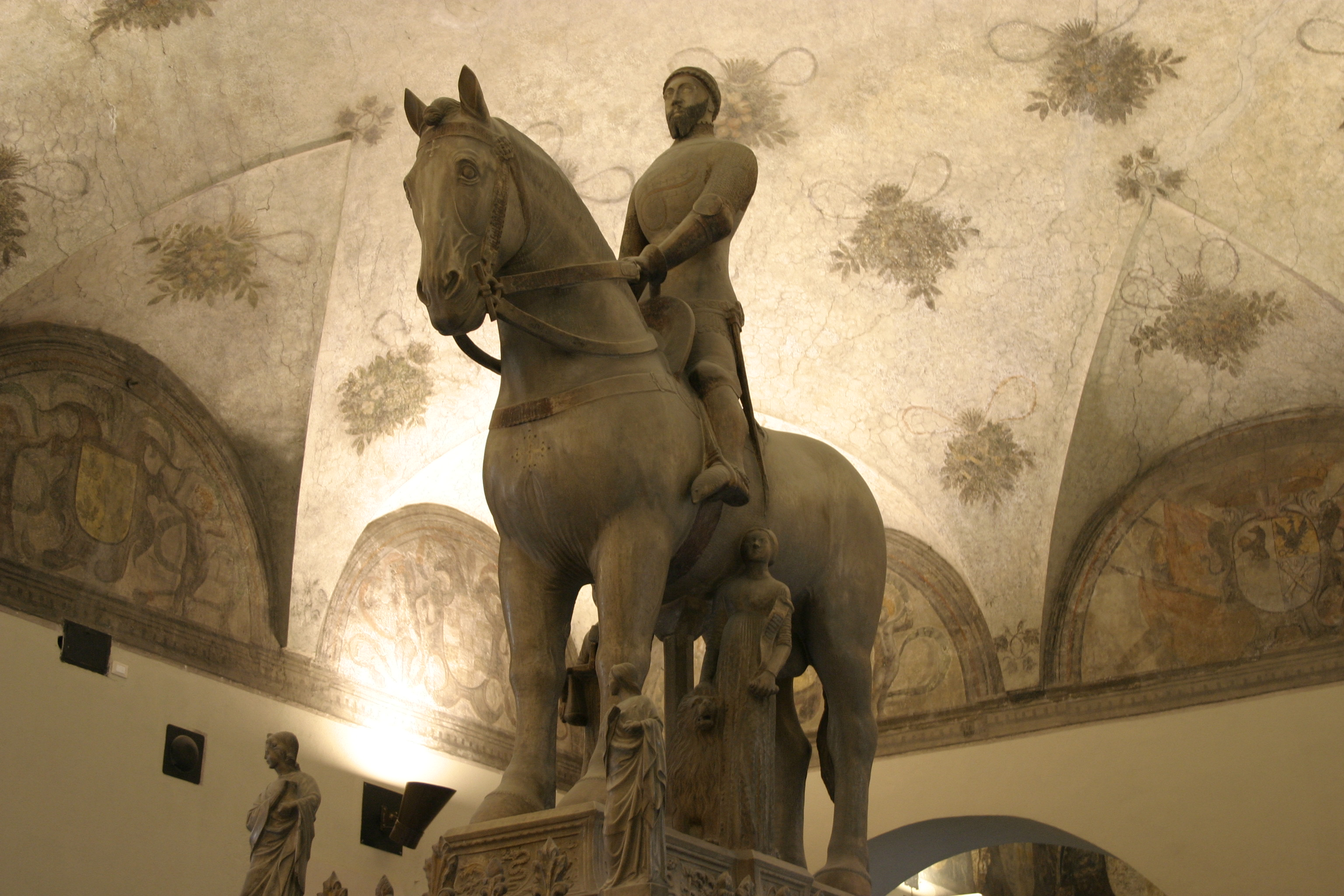
Monumento funebre di Bernabò Visconti, scultore Bonino da Campione

#### A Milano
- Monumento funebre a Stefano Visconti e Valentina Doria nella Cappella Visconti in Sant'Eustorgio posteriore al 1359.
- di Bonino da Campione, Monumento funebre di Bernabò Visconti (dalla demolita chiesa di San Giovanni in Conca, ora al Museo del Castello Sforzesco)

### Liguria

#### Genova
- Fronti di sarcofago funebre della famiglia Doria provenienti dalla demolita chiesa di San Francesco di Castelletto (ora Museo di Sant'Agostino)

#### Corniglia
- Chiesa di San Pietro

#### Sarzana
- Chiesa di San Francesco a Sarzana, monumento funebre al vescovo Bernabò Malaspina, del 1338.